# Университетский — Татьяна (космический аппарат)
«Университетский — Татьяна» — спутник, запущенный 20 января 2005 года с космодрома Плесецк на РН «Космос-3М» в честь празднования 250-летия Московского государственного университета им. М. В. Ломоносова. Прибавку «Татьяна» спутник получил в честь великомученицы Татьяны — покровительницы российского студенчества. Аппарат массой 31,6 кг был выведен на круговую орбиту высотой 1000 километров, наклонением 83° попутно с военным навигационным спутником «Парус». 7 марта 2007 спутник перестал подавать сигналы.
Аппарат был спроектирован на основе универсальной сверхмалой космической платформы, разработанной в КБ «Полёт». Научную аппаратуру для него создавали студенты и специалисты НИИ ядерной физики имени Д. В. Скобельцына Московского государственного университета. Научные эксперименты на учебном спутнике включают в себя эксперименты по изучению радиационной обстановки вблизи Земли, космических частиц высокой энергии, ультрафиолетового фонового излучения ночной атмосферы и полярных сияний, магнитного поля Земли, а также радиационной стойкости бортовой электроники. Помимо этого, на борту «Татьяны» смонтированы детекторы ультрафиолетового излучения, позволяющие измерять уровень фонового свечения ночной атмосферы, а также полярных сияний во время усиления магнитных бурь.
Одновременно с научной программой с помощью спутника «Университетский — Татьяна» реализуется образовательная программа. Её цель — привлечение школьников и студентов к непосредственному участию в космических исследованиях и экспериментах, обучение студентов и аспирантов физике космоса. В частности, образовательная часть проекта включает демонстрацию физических явлений, происходящих в околоземном космическом пространстве, на основе получаемой со спутника информации.
В МГУ был создан комплекс приема и обработки телеметрической информации и управления полетом спутника, возглавляемый В.М. Шахпароновым.

## Потеря спутника
7 марта 2007 спутник перестал подавать сигналы. Связь со спутником устойчиво поддерживалась до того момента, когда он ушёл «за горизонт», из зоны радиовидимости российских наземных средств. Когда он, сделав виток, примерно через час возвратился, его бортовая аппаратура была уже «мертва». В российских СМИ появились спекуляции со ссылками на «неназванные источники в российской ракетно-космической отрасли» о том, что одновременный отказ всей целевой аппаратуры мог быть вызван действиями со стороны США. Один источник говорил о лучевом воздействии, другой — о пуске ракеты с территории США в день отказа спутника. Пентагон опроверг информацию о запуске ракеты 7 марта, заявив, что ближайший к этой дате пуск прошёл 5 марта, и был пуском баллистической ракеты ближнего радиуса действия. В 1990 году США тестировали мощный лазер наземного базирования, и успешно сбили им свой спутник, после чего такие тесты не проводились.
Расчётный срок существования космического аппарата составлял от одного до трёх лет. Срок службы спутника на момент выхода из строя составлял более двух лет.